# Vysoká Lhota
Vysoká Lhota là một làng thuộc huyện Pelhřimov, vùng Vysočina, Cộng hòa Séc.